# 12123 Pazin
12123 Pazin eller 1999 OS är en asteroid i huvudbältet som upptäcktes den 18 juli 1999 av Višnjan-observatoriet i Kroatien. Den är uppkallad efter den kroatiska staden Pazin.
Asteroiden har en diameter på ungefär 6 kilometer och den tillhör asteroidgruppen Nysa.